# Przekładaniec
Przekładaniec este un scurt film de comedie științifico-fantastic din 1968, regizat de Andrzej Wajda, bazat pe un scenariu scris de Stanisław Lem, care a fost o adaptare liberă a povestirii lui Lem din 1955 care a fost transformată într-o piesă de radio cu titlul Czy pan istnieje, Mr. Johns? (cu sensul Existați, domnule Jones?) Titlul filmului a fost tradus în engleză ca Layer Cake (sensul literal), Hodge Podge sau Roly Poly.
Prima publicare a povestirii lui Lem a fost în revista Przekrój în 1955. Tradusă ca Are you there, Mr. Jones? a apărut în revista  britanico-australiană de literatură științifico-fantastică Vision of Tomorrow în 1969. Conform introducerii povestirii din revistă, a fost prima lucrare a lui Lem care a fost tradusă în engleză.
Ideea centrală a filmului se referă la problemele legate de transplantarea de organe, și anume, care este identitatea juridică (și drepturile legale asociate) ale unei persoane al cărei corp include numeroase transplanturi și cea a unei persoane al cărei corp a fost folosit pentru multe transplanturi?
Filmul este un exemplu rar în care scriitorul Lem a fost mulțumit de o adaptare a operei sale. Lem a scris că filmul lui Wajda a fost singura adaptare a operelor sale care l-a satisfăcut complet. Lem a mărturisit chiar că a găsit cursul evenimentelor din film ca având mai mult sens decât cele din povestire.

## Intriga
Filmul lui Wajda spune povestea a doi frați, Richard Fox, pilot de raliuri, și a fratelui său Thomas, care au avut accidente de mașină groaznice. În lucrarea originală a lui Lem erau două personaje: Harry Jones, un pilot după o serie de accidente de mașină, și fratele său fără nume, care a suferit un accident de avion.

### Versiunea radio
În această versiune, dilema este pusă în domeniul protezelor avansate care se învecinează cu robotica.
Harry Jones are o serie de accidente grave, după care Cybernetics Company adaugă proteze corpului său până când practic tot corpul său, inclusiv jumătate din creier, devine artificial și Jones acumulează o datorie imensă față de companie. Compania îl dă în judecată pentru a-i returna toate protezelor, dar prima instanță a respins cererea, deoarece ar fi echivalentă cu uciderea lui Jones. Compania l-a păcălit apoi să înlocuiască jumătatea creierului rămas și apoi au venit la tribunal cu cererea de a-l achiziționa pe Jones ca proprietate în locul datoriei. Instanța se confruntă cu dilema: dacă Jones este un automat, nu mai poate fi dat în judecată, iar dacă este încă o persoană, nu poate deveni proprietatea companiei. Harry și-a chemat fratele ca să depună mărturie, dar se pare că acesta din urmă, după accidentul său de avion, se află în aceeași situație dificilă...

### Versiunea cinematografică
Această versiune este încadrată în domeniul transplantologiei.
Richard Fox îl lovește grav pe fratele său în timpul unei curse. Chirurgul transplantează 48,5% din corpul lui Toms în Richard și astfel filmul se transformă într-o tragicomedie. Compania de asigurări de viață refuză să plătească beneficiile lui Tom, deoarece este „decedat incomplet”. Soția lui Tom îi cere lui Richard fie să plătească pentru Tom, fie să se recunoască pe sine ca Tom și „să se alăture familiei”. Avocatul lui Richard nu este de niciun folos în acest caz.
La următoarea cursă, Richard are iar un accident la o curbă și o doboară pe cumnata sa, dar și alte două femei și un câine... Încă o dată, chirurgul transplantează unele dintre organele altor victime și chiar un câine în Fox. Pentru a complica lucrurile, Fox pare să preia fragmente din personalitatea donatorilor, inclusiv de la femei, cât și de la câine. Prin urmare, Fox devine ca o femeie în modul său de gândire și încearcă să-și muște psihiatrul. După cea de-a treia cursă care a fost catastrofală, avocatul încearcă să-i spună lui Fox că nu a reușit încă să facă nimic, dar se dovedește că Fox nu mai este Fox, ci copilotul său care a supraviețuit, plin de transplanturi cu diferite părți ale corpului lui Fox.

## Filmul lui Wajda
Filmul a avut premiera la 17 august 1968 la Televiziunea Poloneză.
Filmul a fost primul film de comedie al lui Wajda, prima producție TV și singura sa lucrare de science fiction.

### Distribuție
- Bogumił Kobiela - Richard Fox
- Marek Kobiela- Thomas Fox
- Anna Prucnal - Dna. Vulpe
- Jerzy Zelnik - Dr. Burton
- Piotr Wysocki (actor) - Dr. Benglow, psihanalist
- Tadeusz Pluciński - pastor
- Ryszard Filipski - avocat
- Trupa de rock Niebiesko-Czarni [14]

### Premii
- Premiul „Ecranul de Aur” (Złoty Ekran) din partea revistei Ekran [14]
- Premiile Comitetului de Radio și Televiziune din Polonia - pentru cel mai bun regizor (Wajda) și cel mai bun scenarist (Lem)
- Recunoaștere specială la Festivalul de Film de la Sitges din 1970, Spania [15]

## Alte adaptări

### Roly Poly
Roly Poly este, de asemenea, titlul unei piese TV din 1969 transmisă în cadrul emisiunii BBC Thirty-Minute Theatre, adaptată de asemenea după scenariul lui Lem. A fost difuzat la 15 mai 1969, în seria 4, ciclul The Victims. Înregistrarea episodului lipsește în prezent din arhive. Episodul a fost adaptat de Derek Hoddinott și regizat de Michael Hart.

#### Distribuție
- John Alderton - Richard Fox
- Thorley Walters - Marcus Sedden, avocat
- Dudley Foster - Dr. Burton
- Hugh Latimer - Dr. Banglos, psihanalist
- Terence Brady - Domnul Travers, agent de asigurări
- Elizabeth Bennett - Miss Land

### Sandwich
În 1989 regizorul sovietic de film Piotr Ștein⁠(ru)[traduceți] a filmat o piesă TV Sandwich (în rusă Бутерброд) pe baza scenariului lui Lem.

#### Distribuție
- Viktor Rakov - Domnul Jones
- Владимир Белоусов - avocat
- Татьяна Рылеева - secretara avocatului
- Марина Трошина - agent de asigurări
- Vera Ivleva⁠(ru)[traduceți] - soția domnului Jones
- Tatiana Rudina⁠(ru)[traduceți] - psihanalist
- Serghei Stepancienko⁠(ru)[traduceți] - preot

### Piesă de teatru
Maestrul păpușar și regizorul polonez Krzysztof Rau⁠(pl)[traduceți] a pus în scenă o piesă "Czy Pan istnieje, Mr Johnes?", în premieră la Teatrul de Păpuși Białostocki⁠(pl)[traduceți] la 5 decembrie 2014. Povestea grotescă a fost transformată într-un spectacol grotesc, îmbunătățit de efecte multimedia, măști ciudate și costume ale actorilor, lumini și muzică. Actorul Michał Jarmoszuk a interpretat bine metamorfozele protagonistului. 

## Istoria publicării
Scenariul lui Lem a fost publicat pentru prima dată în 1968 în revista de film Ekran⁠(pl)[traduceți] și inclus în colecția de Bezsenność⁠(pl)[traduceți] . Piesa de radio originală a fost publicată în colecția Przekładaniec⁠(pl)[traduceți] cu scenariile scrise de Lem.
Atât scenariul, cât și intriga filmului au fost traduse de mai multe ori în limba rusă. Prima traducere succintă a piesei (intitulată "Существуете ли вы, мистер Джонс?") a fost realizată în 1957, prima traducere completă a fost realizată în 1958. Intriga a fost tradusă sub mai multe titluri: "Слоеный пирог" ["Tort stratificat" sau "Tort cu felii"] (1972, 1979), "Мозаика" ["Mozaic"] (1973), "Бутерброд" ["Sandwich"] (1973) 